# 職員団体
職員団体（しょくいんだんたい）とは、公務員がその勤務条件の維持改善を図ることを目的として組織する団体又はその連合体をいう。公務員版の労働組合であるが、労働組合法の適用を受けず、公務員法制上は「職員団体」と称する。民間の労働組合と比較すると、団体協約（労働組合法でいう労働協約に相当）の締結権が否定され、争議権が否定されていることに違いがあり、その代償措置として人事院、人事委員会又は公平委員会による救済が得られる点が異なる。
国家公務員のうち警察職員、海上保安庁又は刑事施設において勤務する職員と自衛隊員、及び地方公務員のうち警察職員、消防職員は組織・加入できない（国家公務員法第108条の2第5項、自衛隊法第64条第1項、地方公務員法第52条第5項）。また、行政執行法人、国有林野事業の職員、公営企業職員、特定地方独立行政法人の職員は労働組合を結成することができる。

## 法的根拠
- 国家公務員法第108条の2以下
- 地方公務員法第52条以下
- 教育公務員特例法

以下の記述は特に記載のない限り地方公務員を対象とした記述であるが、国家公務員についてもおおむねこれに準ずる規定が設けられている

## 要件
- 主たる目的が職員の勤務条件の維持改善を図ること（国家公務員法第108条の2第1項、地方公務員法第52条第1項）

なお、主たる目的が勤務条件の維持改善であれば、社交的目的、文化的目的などを併せ持っても構わない。
- 地方公務員の場合、主たる構成員が警察職員、消防職員を除く地方公共団体の職員であること

したがって、主たる構成員がこの要件を満たしていれば、若干数職員以外の者が加入していても、また当該団体の役員が職員以外の者であっても、差し支えない。かつては地方公務員法等に、いわゆる「逆締付条項」（構成員は当該地方公共団体の職員に限る旨の定め）が存在したが、1965年にILO87号条約を批准したことによりそれが廃止され、いわゆる「混合組合」（適用法規が異なる労働者が組織する労働者団体）の結成が可能になった。
- 管理職員（人事院、人事委員会又は公平委員会が規則で指定する職員）とそれ以外の職員とが混在する団体でないこと（同法第52条第3項）

これは、両者の利害関係が相反するため定められている。したがって、管理職員であっても、それ以外の職員が混在していない職員団体を組織することはできる。

## 職員団体の登録
職員団体の登録は、国家公務員においては人事院、地方公務員においては、人事委員会又は公平委員会が行う。ただし、市町村立の小学校、中学校、中等教育学校の前期課程、盲学校、聾学校、養護学校の教職員（校長、教頭、教諭、助教諭、養護教諭、養護助教諭、講師、学校栄養職員、学校事務職員）（いわゆる県費負担教職員）については、任命権者・給与負担者が都道府県教育委員会であることから、都道府県の職員団体とみなされ、職員団体の登録は都道府県の人事委員会で行う。
職員団体の登録の制度は、職員団体が自主的かつ民主的に組織されていることを、人事委員会等が公証するものである。
職員団体は、その登録の有無にかかわらず、地方公共団体の当局と交渉することができる。

### 登録の要件
- 職員団体の規約中に法定記載事項（名称、目的等）が記載されていること（国家公務員法第108条の3第2項、地方公務員法第53条第2項）。
- 規約の作成又は変更、役員の選挙その他これらに準ずる重要な行為がすべての構成員が平等に参加する機会を有する直接かつ秘密の投票による全員の過半数（役員の選挙については、投票者の過半数）によつて決定される旨の手続を定め、かつ、現実にその手続によりこれらの重要な行為が決定されること（国家公務員法第108条の3第3項、地方公務員法第53条第3項）。
- 職員団体の構成員が、原則として、国家公務員においては警察職員及び海上保安庁又は刑事施設において勤務する職員以外の職員のみ、地方公務員においては警察職員と消防職員以外の職員のみをもって構成されること（国家公務員法第108条の3第4項、地方公務員法第53条第4項）。

### 付与される法的利益
職員団体の登録を受けることにより当該団体に与えられる法的利益として、次のものが挙げられる。
- 法人となる旨を人事委員会又は公平委員会に申し出ることにより法人となることができる。（地方公務員法第54条）
- 地方公共団体の当局は、登録を受けた職員団体から、職員の給与、勤務時間その他の勤務条件等に関し、適法な交渉の申入れがあつた場合においては、その申入れに応ずべき地位に立つものとする。（地方公務員法第55条第1項）
- 職員は、任命権者の許可を受けて、登録を受けた職員団体の役員としてもっぱら従事することができる（これを「在籍専従」という。詳しくは後述）。（地方公務員法第55条の2第1項）

## 結成・解散、加入・脱退
職員団体の結成・解散、加入・脱退は完全に職員の自由にゆだねられている（地方公務員法第52条第3項）。
これは、いわゆるオープン・ショップ制を法の上で定めたことを意味している。したがって、クローズド・ショップ制あるいはユニオン・ショップ制を地方公務員に適用する余地はない。
職員は、職員団体の構成員であること、職員団体を結成しようとしたこと、若しくはこれに加入しようとしたこと又は職員団体のために正当な行為をしたことの故をもつて不利益な取扱を受けることはない（地方公務員法第56条）。
この不利益取り扱い禁止に違反して不利益な取り扱いがなされた場合、それが
- 行政処分であるときは不利益処分に関する不服申立て
- 行政処分の形をとらないときは勤務条件に関する措置の要求

ができることになる。

## 在籍専従
職員が職員としての地位を保持しながら、職員団体の業務にもっぱら従事することをいう。
登録を受けた職員団体の役員としてもっぱら従事する期間は、職員としての在職期間を通じて、7年以下の範囲内で人事委員会規則又は公平委員会規則で定める期間を超えることができない。（地方公務員法第55条の2・同法附則20）
在籍専従の許可を受けた者は、休職者とし、いかなる給与も支給されず、また、その期間は、退職手当の算定の基礎となる勤続期間に算入されない。
これは、在籍専従職員は当局と対立する関係に立つものであり、当局から便宜の供与を受けると、当局による職員団体の支配を招来し、職員団体のための適切かつ自主的な行動が妨げられるおそれがあることから定められている（職員団体の活動力を削ぐことを目的としているわけではない）。

### いわゆる「ながら条例」について
職員は、条例で定める場合を除き、給与を受けながら、職員団体のためその業務を行ない、又は活動してはならない。（地方公務員法第56条）
職員が給与を受けながら職員団体のための業務を行うこと等を認める条例のことを、一般に「ながら条例」とよぶ。
当該条例で認められる業務として想定されているのは、勤務時間中に適法な交渉を行う場合などである。

## 職員団体の団体交渉
職員団体は、職員の給与、勤務時間その他の勤務条件等に関し、地方公共団体の当局と交渉を行うことができる。
地方公共団体の事務の管理及び運営に関する事項（管理運営事項）（行政の企画、立案及び執行、組織、定数、予算の編成等）は、交渉の対象とすることができない。

### 団体協約締結の禁止
職員団体は、地方公共団体の当局との間で団体協約を締結することはできない（地方公務員法第55条第2項）。公務員の勤務条件は法律または条例で決すべきものとの考えに基づいている。最高裁判所も、公務員に憲法上の団体交渉権の保障は及ばないとして、これらの規定を合憲と判断している（最判昭和53年3月28日）。

### 予備交渉
交渉は、職員団体と地方公共団体の当局があらかじめ取り決めた員数の範囲内で、職員団体がその役員の中から指名する者と地方公共団体の当局の指名する者との間において行なわなければならない。交渉に当たっては、職員団体と地方公共団体の当局との間において、議題、時間、場所その他必要な事項をあらかじめ取り決めて行なうものとする（地方公務員法第55条第5項）。
このような事前の取り決めを予備交渉という。
予備交渉を経ない本交渉の申し入れに対して、当局は交渉応諾義務は負わないものとされる。

### 書面による協定(地方公務員のみに存在)
職員団体は、法令、条例、地方公共団体の規則及び地方公共団体の機関の定める規程にてい触しない限りにおいて、当該地方公共団体の当局と書面による協定を結ぶことができる。（地方公務員法第55条第9項）
この協定は、当該地方公共団体の当局及び職員団体の双方において、誠意と責任をもつて履行しなければならない。（同法第55条第10項）
すなわち、書面による協定は、職員団体及び当局に対してその内容を執行させる法的拘束力を有しているわけではなく、あくまで両者に対して道義的な義務を課しているに過ぎない。
これは、職員の勤務条件については、執行機関単独あるいは労使間の合意によって決めることはできず、法律または条例によって定められるものであることを意味している。
なお、国家公務員にはこのような制度は設けられていない。

## 争議行為等の禁止
国家公務員法第98条第2項、地方公務員法第37条第1項に規定により、使用者たる政府（地方公共団体）に対して同盟罷業（ストライキ）怠業その他の争議行為をなすことが禁止され、政府（地方公共団体）の活動能率を低下するような怠業的な行為を行うことが許されず、団体行動権の行使が法律によって禁止されている。違反した場合は、懲戒処分の対象となり、このような違法行為を企て、又はその遂行を共謀し、そそのかし、若しくはあおった者については刑事罰の対象となる。

## 地方公営企業の特例等
企業職員（公営企業の職員）は地方公営企業法及び地方公営企業等の労働関係に関する法律第5条により、労働組合を結成、加入の自由がある。